# Кубок Ліхтенштейну з футболу 1986—1987
Кубок Ліхтенштейну з футболу 1986—1987 — 42-й розіграш кубкового футбольного турніру в Ліхтенштейні. Титул здобув Ешен-Маурен.

## Перший раунд
| Команда 1      | Рахунок | Команда 2   |
| -------------- | ------- | ----------- |
| Ешен-Маурен II | 2–1     | Шан         |
| Руггелль II    | 2–4     | Вадуц-2     |
| Руггелль       | 3–2     | Шан II      |
| Трізен II      | 3–4     | Бальцерс II |
| Трізен         | 4–2     | Трізенберг  |

Вільні від першого раунду Ешен-Маурен, Бальцерс та Вадуц.

## 1/4 фіналу
| Команда 1      | Рахунок | Команда 2   |
| -------------- | ------- | ----------- |
| Трізен         | 1–3     | Бальцерс    |
| Руггелль       | 1–2     | Ешен-Маурен |
| Бальцерс II    | 2–6     | Вадуц       |
| Ешен-Маурен II | 2–1     | Вадуц-2     |

## 1/2 фіналу
| Команда 1   | Рахунок | Команда 2      |
| ----------- | ------- | -------------- |
| Ешен-Маурен | 7–2     | Ешен-Маурен II |
| Бальцерс    | 1–5     | Вадуц          |

## Фінал
| 28 травня 1987 |

| Ешен-Маурен | 1–0 | Вадуц |
| ----------- | --- | ----- |
|             |     |       |

| Руґґель |